# Dungu
Dungu ist eine Stadt in der Provinz Haut-Uele im Nordosten der Demokratischen Republik Kongo.

## Geographische Lage
Die Stadt liegt auf einer Höhe von 730 m am Zusammenfluss des Dungu und des Kibali zum Uelle. Sie liegt in der tropischen Waldsavanne, südlich des Garamba-Nationalparkes.
Die Stadt ist in vier Stadtkreise geteilt: Uye ganz im Süden, Mussa im südlichen Zentrum, Ngilima im Zentrum und Bamokandi im Norden.

## Bevölkerung
Beim Großteil der 23.000 Personen zählenden Bevölkerung handelt es sich um Azande, die Lingála sprechen.

## Verkehr
In Dungu-Uye befindet sich ein Flugfeld (ICAO-Code FZJC), dessen Piste nicht befestigt ist.

## Infrastruktur
Die Stadt ist mit einem Krankenhaus und einer Schwesternschule ausgestattet. Daneben gibt es eine Sekundarschule (für das ganze Territorium); die Kathedrale ist der Sitz des Bistums Doruma-Dungu. Das Wasserkraftwerk ist außer Betrieb.

## Persönlichkeiten
- Martin Banga Ayanyaki (* 1972), römisch-katholischer Ordensgeistlicher, Bischof von Buta